# Cerizay
Cerizay település Franciaországban, Deux-Sèvres megyében. Lakosainak száma 4795 fő (2022. január 1.). Cerizay Cirières, Combrand, La Forêt-sur-Sèvre, Montravers, Le Pin, Saint-André-sur-Sèvre és Saint-Mesmin községekkel határos.

## Népesség
A település népességének változása:
| Lakosok száma | 4744 | 4784 | 4849 | 4768 | 4762 | 4764 | 4802 | 4797 | 4795 |
|               | 2013 | 2015 | 2016 | 2017 | 2018 | 2019 | 2020 | 2021 | 2022 |